# دايورة بيضاء
دايورة بيضاء (الاسم العلمي:Diuris alba) هي نوع من النباتات تتبع جنس الدايورة من الفصيلة السحلبية.